# Abdankungshalle (Zofingen)
Die Abdankungshalle ist ein denkmalgeschütztes Bauwerk in Zofingen. Sie ist ein Kulturgut von regionaler Bedeutung.

## Lage
Die Abdankungshalle steht ausserhalb der Altstadt in unmittelbarer Nähe des Alten Schützenhauses, mit dem zusammen sie die Schützenmatte einrahmt.

## Beschreibung
Das Gebäude wurde im Neorenaissance-Stil errichtet. Es besteht aus einer zentralen Halle und symmetrischen seitlichen Anbauten. Der Mittelteil wird von Pilastern und einem vorgelagerten Tempelportikus geprägt.

## Geschichte

### Baugeschichte
Die Abdankungshalle wurde in den 1870er-Jahren nach dreissigjähriger Planung gleichzeitig mit einer Erweiterung des Friedhofs Rosengarten gebaut. Für den Bau wurden Steinquader des Wasser- oder Hafnerturms verwendet, der in unmittelbarer Nähe vor dem Schützentörli stand. In den Jahren 1984/1985 fand eine umfassende Renovierung statt, bei der das Innere des Gebäudes neu gegliedert und eine neue Orgel angeschafft wurde.

### Nutzungsgeschichte
Im Verlauf des 20. Jahrhunderts nahm die Bedeutung der Abdankungshalle für ihren ursprünglichen Daseinszweck stetig ab. Der dazugehörige Friedhof wurde bereits 1952 aufgehoben. 1987 wurde auf dem Gelände ein Skulpturenpark eingerichtet. Für Abdankungen und Aufbahrungen wurde das Gebäude im 21. Jahrhundert immer weniger genutzt. So nahm die Zahl der Aufbahrungen stark ab, während für die verbleibenden zugleich immer mehr die Räumlichkeiten des Spitals Zofingen oder der Alterswohnheime genutzt wurden. Aufgrund dessen ermöglichte der Stadtrat in  den Sommern 2010 und 2011 erstmals kulturelle Zwischennutzungen, etwa eine Theateraufführung zum Thema Tod. Seit 2018 nutzt im Sommer ein Verein einen Teil der Räumlichkeiten für ein Café im Park.